# Стетсонија
Стетсонија (лат. Stetsonia coryne) или кактус чачкалица, је једина врста у роду кактуса Stetsonia. Stetsonia coryne је пореклом из сушних региона Јужне Америке, где расте до висине од 4,6 до 7,6 m. Садржи мескалин и друге алкалоиде.

## Опис
Биљка је крупна, дрволиког раста, може достићи висину од 5 до 8 m до 12 m. Дебло је дебело и кратко, пречника око 40 cm, са бројним усправним или донекле повијеним гранама. Плаво-зелени изданци са годинама постају зеленкасто-сиви, обично нису спојени и имају пречник од 9 до 10 cm. Има осам до девет ребара са тупим ивицама, донекле изрезаним, висине од 1 до 1,5 cm. Кичме су равне и круте. Централна бодља расте 2–8 cm и задебљана је у основи, док седам до девет раширених рубних бодљи нарасту до 3 cm дужине. Бодље су црне или жућкасто-браон боје, иако на крају постану беле са тамним врхом.
Биљка цвета од октобра до априла белим левкастим цветовима који нарасту до 15 cm у пречнику. Отварају се ноћу и често остају отворени до следећег дана. Перикарп је прекривен бројним структурама налик црепу. Дуга цев крунице има разбацане љуске.

Биљка плоди од јануара до маја. Плод је месната бобица пречника 4 cm, јајолика и љускаста. Јестиви плодови су зелени до црвенкасти и имају опуштени цветни остатак. Широко овално, сјајно црно-браон семе је дугачко 1,7 mm и широко 1 mm. Оне су изборане су са финим наборорима.
- Large plant growing in Oasis Park in La Lajita, Pájara, Fuerteventura, Canary Islands
- Branch
- Flower
- Spines